# شعب هولي

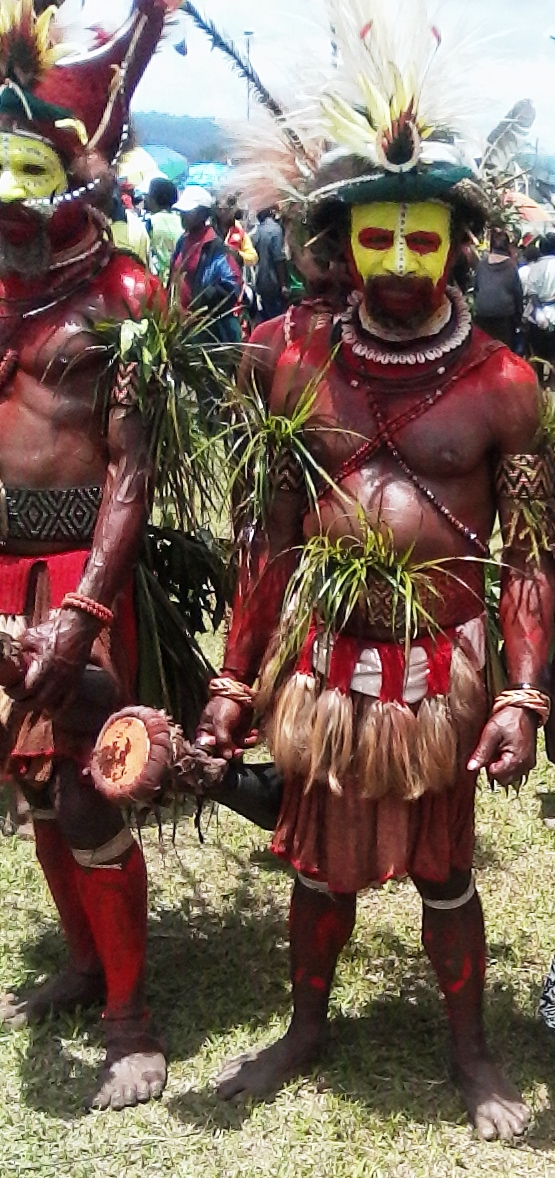

شعب هولي هم السكان الأصلييون الذين يعيشون في مقاطعة هيلا في بابوا غينيا الجديدة. لغتهم الأم هي الهولية والـ توك بيسين؛ والكثير منهم يتحدث ببعض اللغات المحيطة وأيضًا اللغة الإنجليزية. وهم واحدة من أكبر المجموعات الثقافية في بابوا غينيا الجديدة، ويبلغ تعدادهم أكثر من 250,000 شخص ( التعداد الوطني لعام 2011).

## تاريخ
تشير العديد من الدلائل على أن شعب هولي قد عاشوا في منطقتهم منذ عدة آلاف من السنين وكانوا يتناقلون التواريخ الشفوية الطويلة المتعلقة بأفرادهم وعشائرهم. كانوا يسافرون على نطاق واسع (في الغالب للتجارة) في كل من المرتفعات والأراضي المنخفضة المحيطة بوطنهم  ولا سيما في الجنوب. لم يكن شعب هولي معروفا للأوروبيين حتى نوفمبر 1934، عندما قُتل ما لا يقل عن خمسين منهم على يد الأخوين فوكس، وهما مغامران لم ينجحا في البحث عن الذهب في المنطقة  وكانا قد انفصلا عن أكثر المستكشفين شهرة وهما ميك ودان ليهي. 